# 娜西馬·拉茲米亞
娜西馬·拉茲米亞（英語：Nasima Razmyar，1984年9月13日—）是一位出生於阿富汗的芬蘭政治家，代表社會民主黨。拉茲米亞於2015年當選芬蘭議會議員，在選舉中獲得5,156票。她在議會任職直至2017年6月，隨後被選為赫爾辛基負責文化和休閒事務的副市長。自2012年起，她還擔任赫爾辛基市議會議員。
拉茲米亞爾的家人從莫斯科來到芬蘭，她的父親穆罕默德·達烏德·拉茲米亞爾曾在莫斯科擔任阿富汗民主共和國駐蘇聯大使。1993年，時任阿富汗總統穆罕默德·納吉布拉下台後，全家搬到了芬蘭。2010年，拉茲米亞被評為芬蘭年度女性難民。